# Barpathar
Barpathar è una suddivisione dell'India, classificata come town committee, di 7.078 abitanti, situata nel distretto di Golaghat, nello stato federato dell'Assam. In base al numero di abitanti la città rientra nella classe V (da 5.000 a 9.999 persone).

## Geografia fisica
La città è situata a 26° 18' 0 N e 93° 52' 0 E e ha un'altitudine di 98 m s.l.m..

## Società

### Evoluzione demografica
Al censimento del 2001 la popolazione di Barpathar assommava a 7.078 persone, delle quali 3.750 maschi e 3.328 femmine. I bambini di età inferiore o uguale ai sei anni assommavano a 831, dei quali 403 maschi e 428 femmine. Infine, coloro che erano in grado di saper almeno leggere e scrivere erano 5.503, dei quali 3.070 maschi e 2.433 femmine.